# 木村靖司
木村 靖司（きむら やすし、1962年4月4日 - ）は、東京都出身の俳優。玉川大学卒業。1989年、劇団「ラッパ屋」入団。体重65Kg。血液型はB型。

## 出演

### テレビドラマ
NHK
- あぐり（1997年）
- 名探偵赤冨士鷹（2005年） - 貞八 役
- 火曜サスペンス劇場
  - 「女検事・霞夕子24」（2005年） - 渡山圭吾 役
- NHKスペシャル 未解決事件 file.01「グリコ・森永事件」（2011年7月29、30日） - キツネ目の男
- 聖女（2014年） - 長谷川英雄 役
- 大河ドラマ
  - 軍師官兵衛（2014年） - 龍造寺政家 役
  - 青天を衝け（2021年） - 田丸稲之衛門 役

日本テレビ
- ごくせん（2002年） - 伊藤カメラマン
- すいか（2003年） - 松下雄介 役
- 天国のダイスケへ〜箱根駅伝が結んだ絆〜（2003年）
- 銭華（2007年） - 久保田良治 役
- 雲の階段（2013年） - 江藤和正（検事） 役
- 学校のカイダン（2015年） - 大倉龍平 役
- 逃亡医F 第4話・最終話（2022年2月5日・3月19日） - 警視監
- 花咲舞が黙ってない 第3シリーズ 第9話（2024年6月8日、日本テレビ） - コメンテーター 役[2]

TBS
- 美少女戦士セーラームーン（2003年） - 青井
- ケータイ刑事 銭形愛（2003年） - 金田はじめ 役
- ケータイ刑事 銭形泪（2004年） - 北川鼻太郎 役
- 松本清張ドラマスペシャル・波の塔（2006年） - 山本芳雄 役
- 月曜ミステリー劇場
  - 「探偵 左文字進4」（2001年） - フロントマン・大塚
  - 「陰の季節3」（2001年） - 九谷一郎 役
  - 「弁護士迫まり子の遺言作成ファイル4」（2002年）
- 月曜ゴールデン
  - 「自治会長・糸井緋芽子社宅の事件簿7」（2006年） - 柿村直樹 役
  - 「浅見光彦シリーズ24」（2007年） - 木村達男 役
  - 「警視庁再犯防止課 真崎英嗣」（2011年） - 佐山刑事 役
  - 「狩矢警部シリーズ11」（2012年） - 片岡秀三郎 役
  - 「捜査指揮官 水城さや3」（2015年） - 塚田弁護士 役

フジテレビ
- 真珠夫人（2002年） - 若井
- CHANGE（2008年）
- 太陽と海の教室（2008年） - 次原克晴 役
- ぼくの夏休み（2012年） - 平井医師 役
- ガリレオ（2013年） - 猿渡雄吉 役
- 問題のあるレストラン（2015年） - 大宗賢一 役
- キャリア〜掟破りの警察署長〜（2016年） - 高瀬警視監 役

テレビ朝日
- はみだし刑事情熱系
  - 第1シリーズ（1997年） - 竹上修 役
  - 第7シリーズ（2003年） - 塚本功二 役
- 安楽椅子探偵 (テレビドラマ)（2002年） - 川端一宙 役
- トリック（2003年） - 川端助役 役
- 時効警察 第1シリーズ（2006年） - 曽根崎大輔 役
- ホテリアー（2007年） - 青田
- 警視庁捜査一課9係
  - 第3シリーズ（2008年） - 上坂和久 役
  - 第8シリーズ（2013年） - 佐久川篤 役
- 柳生一族の陰謀（2008年） - 九条関白 役
- 相棒（2011年） - 斎藤満 役
- Answer〜警視庁検証捜査官（2012年） - 内山郁夫 役
- DOCTORS3 最強の名医（2015年） - 浦啓一郎 役
- 妖怪シェアハウス-帰ってきたん怪-（2022年） - 大河内龍介 役
- 土曜ワイド劇場
  - 「検事・朝日奈耀子2」（2004年） - 河合俊二 役
  - 殺人スタント1（2004年） - 塚原信一 役
  - 「京都南署鑑識ファイル1」（2005年） - 二条辰之助 役

テレビ東京
- マジすか学園3（2012年） - 出所望（看守長） 役
- 病院の治しかた〜ドクター有原の挑戦〜（2020年） - 桐山耕三 役

WOWOW
- マークスの山（2010年） - 竹内勉 役
- 死の臓器（2015年） - 渡瀬進 役
- アキラとあきら（2017年） - 南田征治 役

### 映画
- リング0 バースデイ（2000年） - 富樫
- 世にも奇妙な物語 映画の特別編（2000年） - 上野喜六
- 踊る大捜査線 THE MOVIE 2 レインボーブリッジを封鎖せよ!（2003年） - 中島高志
- 破れたハートを売り物に「オヤジファイト」（2015年）

### 舞台
- 『葵上』『弱法師』-「近代能楽集」より-（東京公演：2021年11月8日 - 28日、東京グローブ座 / 大阪公演：2021年12月1日 - 5日、梅田芸術劇場 シアター・ドラマシティ）[3]※弱法師にのみ出演
- パルコ・プロデュース2022 舞台「桜文」（2022年9月5日 - 25日、PARCO劇場 / ほか大阪・愛知・長野公演）- 東新聞・社主 森信久 / 初めての客 役[4]
- 劇団「ハイキュー!!」“出逢い”（2025年5月17日 - 6月1日、品川プリンスホテル ステラボール / 5月30日 - 6月1日、COOL JAPAN PARK OSAKA WWホール） - 烏養一繋 役[5]

### 吹き替え

#### 担当俳優
マーク・ゲイティス
- SHERLOCK（シャーロック）（2011年、NHK BSプレミアム） - マイクロフト・ホームズ
- ドクター・フー 第10シーズン クリスマススペシャル「戦場と二人のドクター」（2018年） - 大尉
- 女王陛下のお気に入り（2019年） - モールバラ卿

#### ドラマ
- ドクター・フー 第2シーズン第1話「新地球」（2006年） - チップ（ショーン・ギャラガー）
- メントーズ 第3シーズン第12話「孔子曰く」 - 孔子（ヘンリー・チャン）
- ザ・ケープ 漆黒のヒーロー（2011年、WOWOW） - ピーター・フレミング（ジェームズ・フレイン）
- チャームド 〜魔女3姉妹〜 ファイナル・シーズン（2011年、AXN） - クープ（ビクター・ウェブスター）
- 刑事フォイル - アラン・ディーキン（ウィル・キーン）※第22、26話

### Webアニメ
- スーパー・クルックス（2021年、Netflix） - カーマイン（ザ・ヒート）[6]